# Leanira abyssicola
Leanira abyssicola är en ringmaskart som först beskrevs av McIntosh 1879.  Leanira abyssicola ingår i släktet Leanira och familjen Sigalionidae. Inga underarter finns listade i Catalogue of Life.